# Veäijehoaivi
Veäijehoaivi är ett berg i Finland.   Det ligger i Enontekis i landskapet Lappland, i den norra delen av landet, 1 000 km norr om huvudstaden Helsingfors. Toppen på Veäijehoaivi är 868 meter över havet. Veäijehoaivi ingår i Halti.
Terrängen runt Veäijehoaivi är kuperad åt sydväst, men åt nordost är den platt.  Trakten runt Veäijehoaivi är nära nog obefolkad, med mindre än två invånare per kvadratkilometer. Det finns inga samhällen i närheten. Omgivningarna runt Veäijehoaivi är i huvudsak ett öppet busklandskap.